# Piedra del Cocuy
La Piedra del Cocuy est un inselberg situé dans le sud du Venezuela, près de la frontière avec la Colombie et le Brésil, au bord du Río Negro.
C'est une formation en granit qui occupe une superficie de 15 hectares.
Il a été désigné comme monument national en 1979.